# Kento Nagayama
Kento Nagayama (Nagayama Kento?; Itabashi, 7 marzo 1989) è un attore giapponese.

## Biografia
Entrato nel mondo dello spettacolo negli anni 2000, si è subito distinto interpretando ruoli variegati in molti dorama e pellicole cinematografiche.

## Filmografia parziale

### Televisione
- Legal High (Fuji TV, 2012, ep3
- Renai Neet ~Wasureta Koi no Hajimekata (TBS, 2012)
- Ranma ½ (film) (NTV, 2011)
- Asuko March! (TV Asahi, 2011)
- Ohisama (NHK, 2011)
- Trick Shinsaku Special 2 (TV Asahi, 2010)
- Natsu no Koi wa Nijiiro ni Kagayaku - Irabu Joe (Fuji TV, 2010)
- NEXT Koi Nasuru Onna - Yasuda Takanori (KTV, 2009)
- Atashinchi no Danshi - Majima Heiji (Fuji TV, 2009)
- Ghost Town no Hana - Takeda Kei (TV Asahi, 2009)
- Koizora (serie televisiva) - Kato Tatsuya (TBS, 2008)
- Puzzle 2 - Tsukamoto Yoshio (TV Asahi, 2008)
- Ojiisan-sensei as Itsumi (NTV, 2007)
- Ore no ie no hanashi (2021)
- In Love and Deep Water, regia di Yûsuke Taki e Morgan Bailey Keaton (2023)

### Cinema
- Proteggi l'assassino - Shield of Straw (Wara No Tate 藁の楯), regia di Takashi Miike (2013)
- Mother Water (2010)
- Akunin (2010)
- Softboy (2010)
- Solanin (2010)
- Liar Game - The Final Stage (2010)
- Tsumi Toka Batsu Toka (2009)
- Fure Fure Shojo (2008)
- Love Life, regia di Kōji Fukada (2022)